# 流大
流 大（ながれ ゆたか、1992年〈平成4年〉9月4日 - ）は、日本のラグビー選手。
東京サントリーサンゴリアス所属。ポジションはスクラムハーフ（SH）。愛称は「ナギー」。

## 経歴

### 生い立ち
1992年に日本の福岡県久留米市で誕生。9歳の時に親の勧めでラグビーを始め、地元のラグビースクールに入った。流は地元のりんどうヤングラガーズでプレーし、久留米市立牟田山中学校に進んだ。中学校時代はサッカーも同時にプレー。高校は東福岡高校を志望したが、熱心な勧誘により荒尾高校に進学。荒尾高校では3年次にラグビー部主将を務めた。

### 帝京大学
帝京大学に進学し、ラグビー部で1年時からトップチームに参加。4年次には主将として帝京大学の大学選手権6連覇を導いた。

### トップリーグ/リーグワン

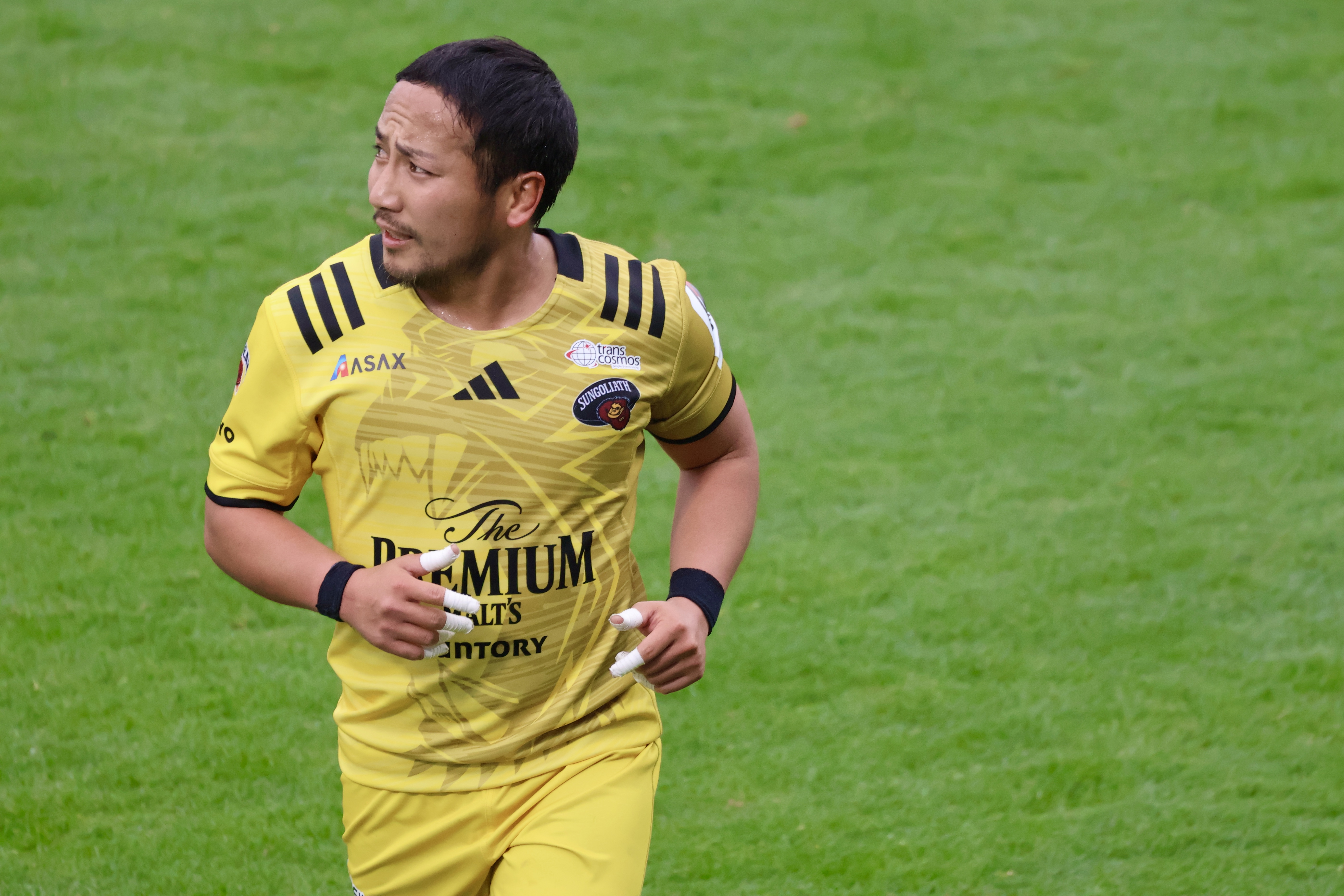
LO24-25　流大選手

2015年3月、サントリーサンゴリアスは流大の新加入決定を公表した。また流はサントリー本社において首都圏営業3部3課に配属となり、日中は午後3時まで外回りの業務をこなした。また同年11月13日に行われたジャパンラグビートップリーグ第1節のパナソニック ワイルドナイツ戦に先発出場で公式戦初出場を果たした。
2016年、チームの主将に就任した。

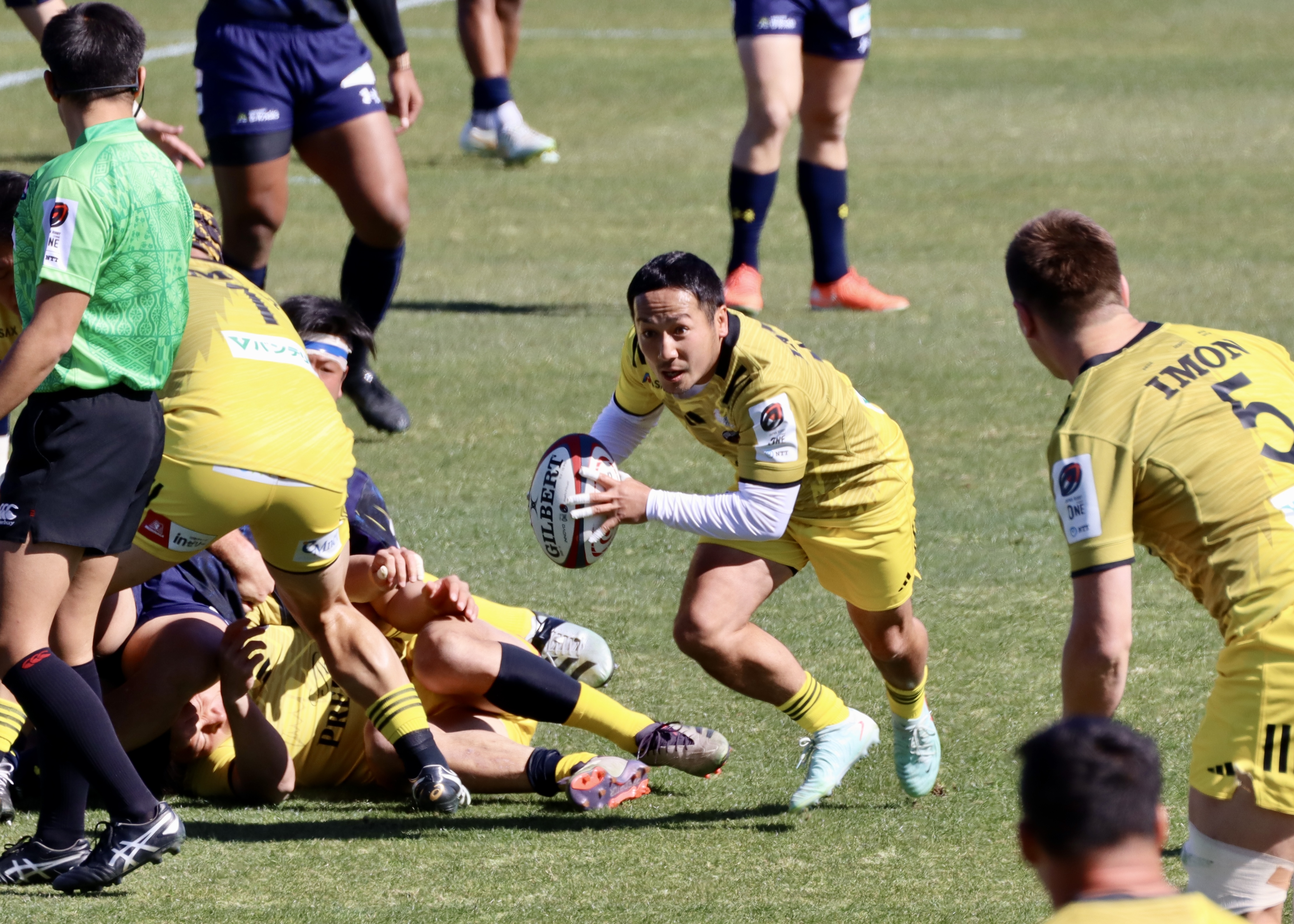
2025年2月 浦安D-Rocks戦

2025年2月22日（リーグワン2024-25第9節・浦安D-Rocks戦）で、公式戦通算100キャップを達成した。この100試合は、トップリーグ公式戦52試合（2015年プレシーズン5試合、2018年順位決定戦1試合、2021年順位決定戦3試合、2016年日本選手権2試合、2017年日本選手権2試合、2018年日本選手権2試合は含まない）、リーグワン48試合（2022年プレーオフ2試合、2023年プレーオフ2試合も含む）の合計。
なお、その1シーズン前の2024年4月7日（リーグワン2023-24第12節・コベルコ神戸スティーラーズ戦）に、別条件の試合数カウントによって「サンゴリアス通算100試合達成」として告知され、記念グッズも販売された。

### 日本代表

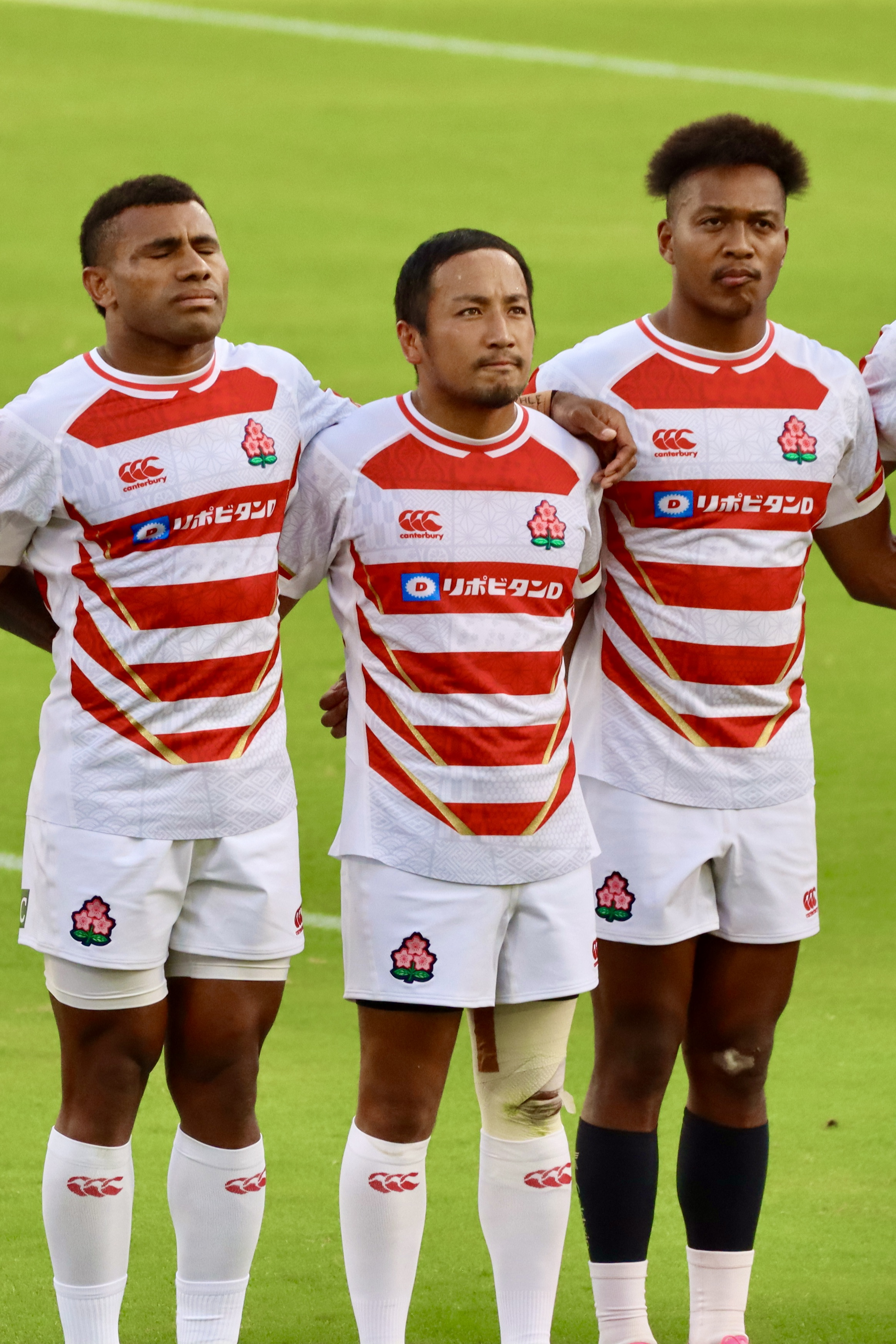
2023年7月　熊本えがお健康スタジアム

2017年4月22日に行われたアジアラグビーチャンピオンシップ2017韓国戦にて先発出場かつ主将を務め、日本代表初キャップを獲得した。
2019年8月、ラグビーワールドカップ2019の日本代表に選出された。
2023年8月、ラグビーワールドカップ2023の日本代表に選出された。また、この大会をもって日本代表から引退。

### サンウルブズ
2017年から2019年まで、スーパーラグビーに出場する日本チーム「サンウルブズ」に参加。
2018年2月24日から7月13日までの13試合、スーパーラグビーに出場した。

## 家族
兄の流大輔は独立リーグ・四国アイランドリーグplusで盗塁王を獲得したこともある元プロ野球選手。2015年からは久留米市にて野球塾を主宰しており、小中学生を指導する傍らで、川﨑宗則や本多雄一らNPB選手の自主トレーニングの場としても提供している。

## エピソード

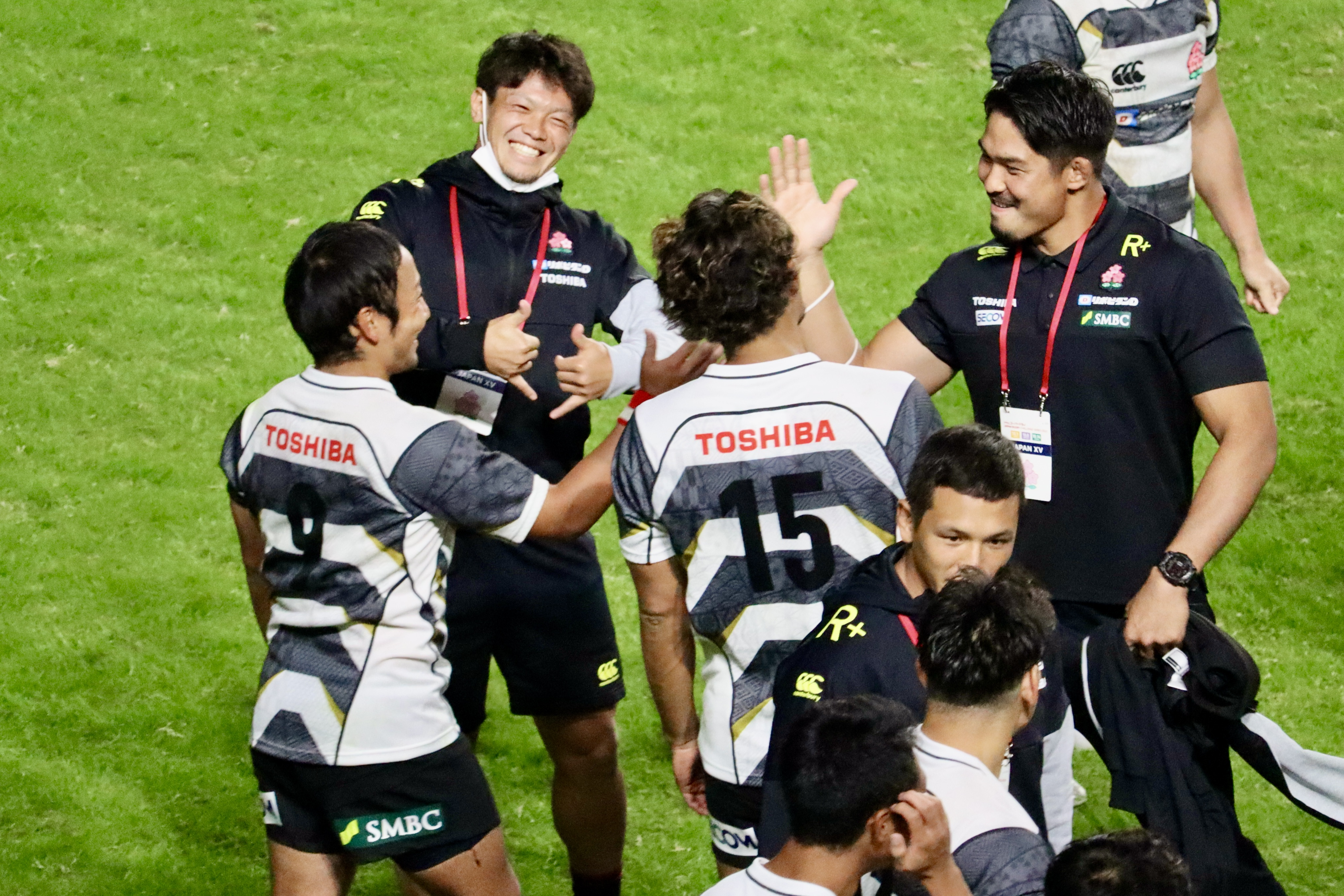
2022年　JAPAN XV 姫野選手と

流と同じ帝京大学出身である姫野和樹とは、2年違う先輩後輩ではあるがお互いに敬語を使わず会話をしているほど仲が良い。2020年8月30日に配信されたeリポビタンDチャレンジカップ2020で、ゲーム好きの姫野と対戦して勝利。また流が2023年のワールドカップをもって代表を引退する際には、「めちゃめちゃさみしいですね。彼がいたから頑張れた部分はあるので、先輩として一番尊敬している選手です」と、流に敬意を表した。
日本代表の中では身長166cmと最も小柄だが、同じく日本代表の中村慎祐らと食事をする際は10分ほどで誰よりも早く完食するという。
お笑い芸人である塙宣之（ナイツ）と顔がよく似ている。塙とは『土曜ワイドラジオTOKYO ナイツのちゃきちゃき大放送』（TBSラジオ、2019年11月30日）にて初対面を果たし、その際に2ショット写真をTwitterに上げたところ48,000の「いいね」を集めた。

## 受賞歴
- 2016-17 ベストフィフティーン
- 2017-18 ベストフィフティーン

## 出演

### CM
- 富士フイルム『お正月を写そう♪2020 ラグビー七福神・音チェキ』篇（2019年12月28日 - ）